# Unión Monetaria Escandinava

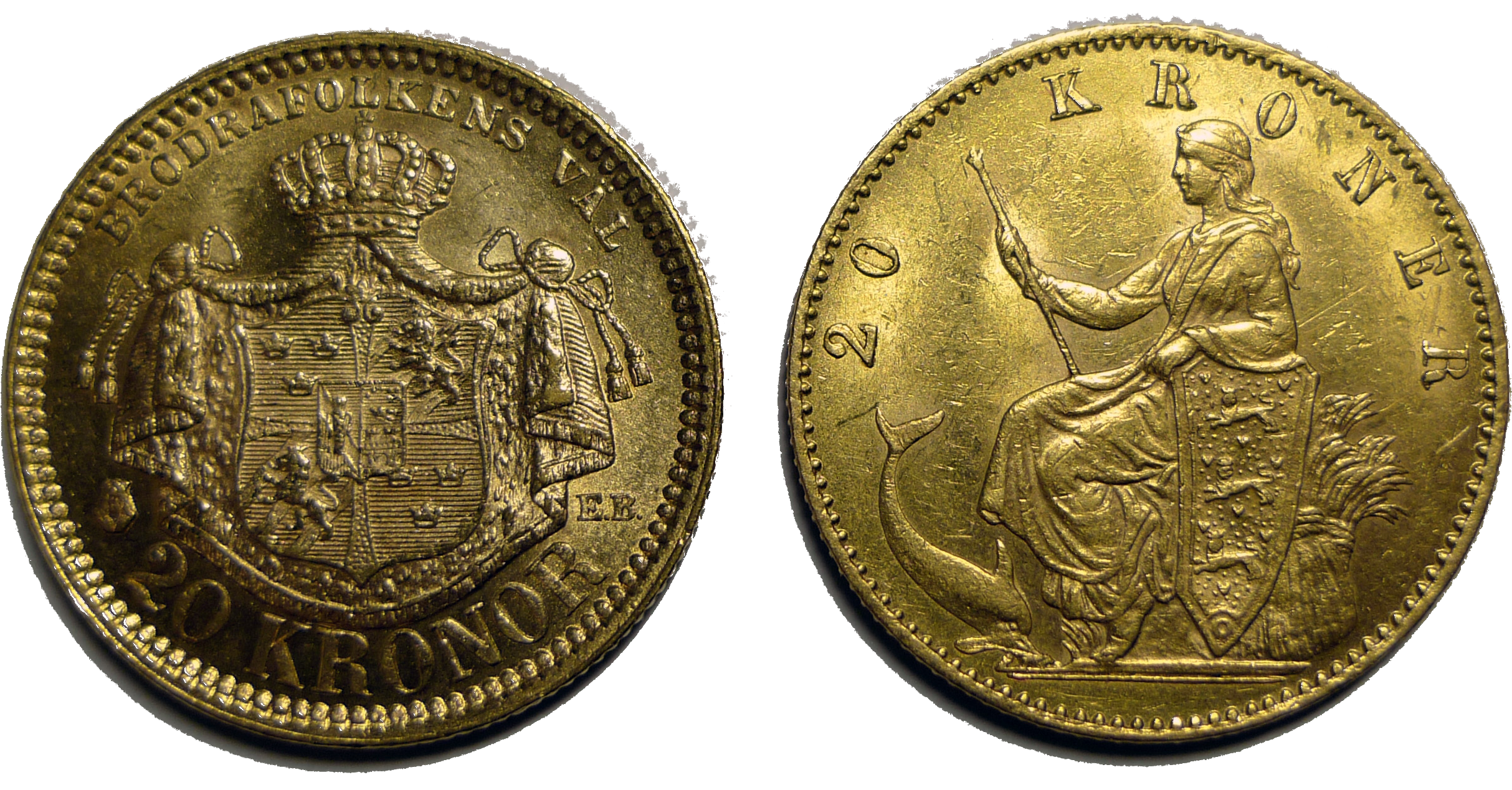
Dos monedas de oro de la época de la Unión Monetaria Escandinava. La de la izquierda es sueca, la de la derecha es danesa.

La Unión Monetaria escandinava (en sueco: Skandinaviska myntunionen, en danés: Skandinaviske Møntunion, en noruego: Skandinaviske myntunion) fue una unión monetaria formada por Suecia y Dinamarca el 5 de mayo de 1873 mediante la igualación de sus monedas frente al patrón oro.
Noruega, unida con Suecia pero con plena autonomía interna, entró en la Unión dos años después, en 1875, para fijar su moneda al mismo nivel que Dinamarca y Suecia.
La unión monetaria escandinava fue uno de los pocos resultados tangibles del movimiento político escandinavo del siglo XIX. 
Los países, siempre fijos a los tipos de cambio y a la estabilidad en términos monetarios, siguieron acuñando sus monedas por separado y estas incluso llegaron a ser monedas de curso legal en todo el territorio. 
En el momento de su adhesión a la Unión, la moneda sueca pasó de ser la Riksdaler Riksmynt a la Corona sueca; la corona danesa ya era el nombre de la moneda danesa y cuando Noruega se unió a ellos también existía una corona noruega.
En 1905, la unión política entre Suecia y Noruega llegó a su fin, pero esto no afectó a la unión monetaria; fue el estallido de la Primera Guerra Mundial en 1914 lo que puso fin a esta unión.
Suecia la abandonó el 2 de agosto de 1914 y sin un tipo de cambio fijo la libre circulación llegó a su fin. 
Los tres países siguen utilizando actualmente las mismas monedas que durante la unión monetaria, pero perdieron su paridad uno a uno.
La corona islandesa es un derivado de la corona danesa, establecida después de que Islandia se declarara reino independiente en la unión con Dinamarca en 1918; más tarde, en 1944, Islandia cortó sus lazos con Dinamarca completamente y se convierte en una república.